# Galizische Transversalbahn

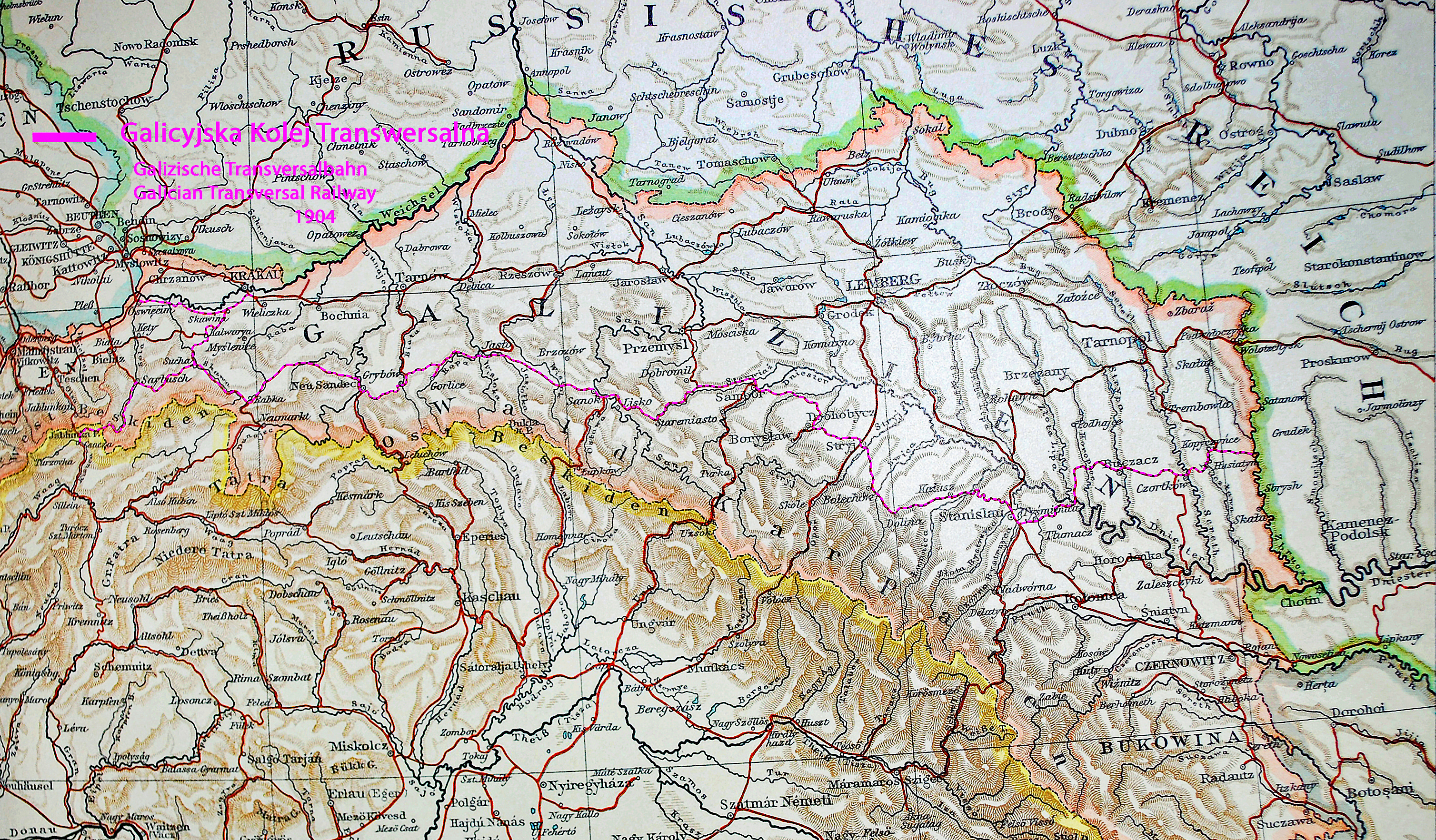
Galizische Transversalbahn, 1904

A Galizische Transversalbahn (Galíciai harántolóvasút) az Osztrák–Magyar Monarchia vasútvonala, amely a Galizische Carl Ludwig-Bahntól  (CLB) délre épült.

## Története
A vasútvonal nyugat–kelet irányban szelte át Galíciát Podgórzetól Guszjatinig.
Mivel egyes pályaszakaszokat már az osztrák állam épített meg, a szakaszok megnyitása 1884. január 1. és 1885. április 8. között történt.

## Vonalszakaszok
- Oświęcim – Skawina – Podgórze (Krakkó kerülete) (64,0 km) Megnyitva: 1884. augusztus 1.[1]
- Saybusch/Żywiec – Zwardoń (37,3 km) Megnyitva  1884. november 3. a személyforgalom, 1884. november 15. a teljes forgalom számára[1]
- Sucha/Sucha Beskidzka – Skawina (45,6 km) Megnyitva: 1884. decembner 22.[1][2]
- Stanislau – Buczacz (71,7 km)Megnyitva:1884 november 15[3]
- Buczacz – Guszjatin Megnyitva:1884 december 31[4]
- Zagórzany–Gorlice Megnyitva:1885 április 8

1885-ben épített hálózat:
- Auschwitz–Skawina–Podgórze
- Sucha–Skawina
- Zwardoń–Saybusch–Sucha–Neu Sandez
- Grybów–Zagórz
- Stanislau–Guszjatin
- Zagórzany–Gorlice

## Fordítás
- Ez a szócikk részben vagy egészben  a   Galizische Transversalbahn című német Wikipédia-szócikk fordításán alapul.  Az eredeti cikk szerkesztőit annak laptörténete sorolja fel. Ez a jelzés csupán a megfogalmazás eredetét és a szerzői jogokat jelzi, nem szolgál a cikkben szereplő információk forrásmegjelöléseként. - A cikk forrásai az eredeti szócikknél találhatóak.